# Falkušovce
Falkušovce – wieś (obec) na Słowacji położona w kraju koszyckim, w powiecie Michalovce. Pierwsze wzmianki o miejscowości pochodzą z roku 1290. 
Według danych z dnia 31 grudnia 2012, wieś zamieszkiwało 687 osób, w tym 366 kobiet i 321 mężczyzn.
W 2001 roku rozkład populacji względem narodowości i przynależności etnicznej wyglądał następująco:
- Słowacy – 93,86%
- Czesi – 0,47%
- Romowie – 2,83%
- Rusini – 0,79%
- Ukraińcy – 0,31%
- Węgrzy – 0,16%

Ze względu na wyznawaną religię struktura mieszkańców kształtowała się w 2001 roku następująco:
- Katolicy rzymscy – 25,04%
- Grekokatolicy – 27,72%
- Ewangelicy – 0,94%
- Prawosławni – 39,06%
- Husyci – %
- Ateiści – 1,1%
- Nie podano – 2,52%